# Metalamia obtusipennis
Metalamia obtusipennis là một loài bọ cánh cứng trong họ Cerambycidae.